# Mecanica fluidelor
Mecanica fluidelor are ca obiect studiul fluidelor sub aspectul comportării lor mecanice. Mai exact, sunt studiate echilibrul (statica) și mișcarea (dinamica) fluidelor, precum și interacțiunile dintre acestea și suprafețele solide cu care sunt în contact. Este o ramură a mecanicii mediilor continue, domeniu care modelează materia la nivel macroscopic, făcând abstracție de comportarea la nivel atomic si nuclear. Mecanica fluidelor, cu precădere dinamica fluidelor, constituie un domeniu de cercetare activ cu multe probleme nerezolvate sau rezolvate parțial. Mecanica fluidelor poate fi formulată printr-un formalism matematic avansat bazat pe teoria ecuațiilor diferențiale și algebra complexă. Modelul matematic este obținut și prin întrebuințarea calculului numeric implementabil pe diverse programe CAE de simulare. De asemenea, folosind proprietatea vizibilității deosebite a curgerii, fluidele pot fi analizate comportamental prin metoda vizualizării traiectoriilor particulelor. 

## Scurt istoric
Studiul mecanicii fluidelor datează încă de pe timpul Greciei antice, atunci când Arhimede se ocupa cu studiul staticii fluidelor (Principiul lui Arhimede). Filozofii medievali arabi și persani, incluzându-i pe Abū Rayhān al-Bīrūnī și Al-Khazini, au folosit în lucrările lor elemente de hidrodinamică, prefațând astfel dezvoltarea dinamicii fluidelor. Rapida dezvoltare începe cu cercetările lui Leonardo da Vinci (observații și experimente), Galileo Galilei (a influențat indirect hidraulica experimentală și a revizuit conceptul aristotelian al vacuumului), Evangelista Torricelli (barometrul), Blaise Pascal (a clarificat principiile barometrului, presei hidraulice și transmiterea presiunii precum și unele elemente de hidrostatică), Isaac Newton (viscozitatea), Henri de Pitot (a inventat un dispozitiv de măsurare a vitezei apei - tubul Pitot). Dezvoltarea hidraulicii a fost continuată de Daniel Bernoulli cu descrierea matematică a dinamicii fluidelor în lucrarea sa Hydrodynamica (1738), unde a enunțat și celebra ecuație a lui Bernoulli. Fluidele nevâscoase au fost studiate de matematicieni precum Leonhard Euler, care a explicat rolul presiunii în fluide, a formulat ecuațiile de bază ale mișcării, a introdus conceptul de cavitație și principiile mașinii centrifuge, D'Alembert, Antoine Chézy (1718-1798), Lagrange, Giovanni Baptista Venturi (1746-1822), care a făcut teste pe reducțiile tronconice, Laplace, Claude-Louis Navier (1785-1836), Poisson, iar fluidele vâscoase au fost tratate de o pleiadă de ingineri, printre care Poiseuille sau Gotthilf Heinrich Ludwig Hagen. Un studiu matematic și mai amănunțit asupra fluidelor a fost întreprins de Claude-Louis Navier și George Gabriel Stokes, care obțin renumitele ecuații Navier–Stokes, pe când condițiile la limită au fost investigate de Ludwig Prandtl. Numeroși cercetători, ca Osborne Reynolds, Andrei Kolmogorov, Geoffrey Ingram Taylor etc., au facilitat înțelegerea conceptelor viscozității și turbulenței.

## Locul mecanicii fluidelor în cadrul mecanicii mediilor continue
Mecanica fluidelor este o subdisciplină a mecanicii mediilor continue, așa cum este ilustrat și în tabelul de mai jos:
| Mecanica mediilor continue: obiect de studiu al fizicii mediilor continue . | Mecanica solidelor: obiect de studiu al fizicii mediilor continue cu forme definite, aflate în echilibru static sau dinamic. | Elasticitatea: descrie materiale care revin la forma inițială după ce au fost supuse unor încercări mecanice, în speță unor tensiuni aplicate tensiune. | Elasticitatea: descrie materiale care revin la forma inițială după ce au fost supuse unor încercări mecanice, în speță unor tensiuni aplicate tensiune.         |
| Mecanica mediilor continue: obiect de studiu al fizicii mediilor continue . | Mecanica solidelor: obiect de studiu al fizicii mediilor continue cu forme definite, aflate în echilibru static sau dinamic. | Plasticitatea: descrie materiale care rămân deformate permanent la aplicarea unei tensiuni                                                              | Reologia: studiază comportarea nestaționară a materialelor supuse la solicitări mecanice ce fac solidele sa semene in comportare cu mediile fluide deformabile. |
| Mecanica mediilor continue: obiect de studiu al fizicii mediilor continue . | Mecanica fluidelor: obiect de studiu al fizicii mediilor continue care iau forma recipientului în care se află.              | Fluide nenewtoniene | Reologia: studiază comportarea nestaționară a materialelor supuse la solicitări mecanice ce fac solidele sa semene in comportare cu mediile fluide deformabile. |
| Mecanica mediilor continue: obiect de studiu al fizicii mediilor continue . | Mecanica fluidelor: obiect de studiu al fizicii mediilor continue care iau forma recipientului în care se află.              | Fluide newtoniene | |

Din punct de vedere mecanic, fluidul este un mediu care nu suportă sarcini tăietoare.

## Considerații generale

Teorema de transport Reynolds

Ca orice model matematic din lumea reală, mecanica fluidelor ține cont de câteva considerații privind materialul studiat. Aceste presupuneri sunt transpuse în ecuații, care sunt valabile numai cu condiția ca presupunerile făcute să fie reale.
Fluidul, definit ca mediu perfect continuu în structura sa, se poate deforma continuu și infinit (deci poate curge) la acțiunea unui efort tangențial.
Fluidele pot exista in următoarele stări de agregare: lichide, gaze și plasme.
- lichidele, care sunt foarte puțin compresibile, în contact cu un gaz posedă o suprafață liberă;

- gazele, care sunt foarte compresibile, pot umple întreg spațiul; ele nu rămân în repaus decât în spații închise.
- plasmele, care deși pot fi considerate ca fiind gaze ionizate, pe ansamblu neutre din punct de vedere electric, totuși sunt o stare de agregare distinctă, având proprietăți specifice.

Curgerea fluidelor reprezintă un fenomen complex al cărui studiu impune, pentru fiecare aplicație în parte, o serie de ipoteze simplificatoare.
Ipoteza fundamentală în mecanica fluidelor este aceea a continuității: la scara de studiu a fenomenului, care este una macroscopică, toate funcțiile atașate proprietății de curgere (viteze, presiuni, densități etc.) sunt de clasă C1 (funcții continue și derivabile) pe domeniul considerat, cu excepția unor suprafețe de discontinuitate.
Fluidele se consideră a fi medii continuu deformabile și izotrope, posedând un set de proprietăți care caracterizează comportamentul lor real.
Forțele care se manifestă în mecanica fluidelor se clasifică în două mari categorii: forțe masice și forțe de suprafață.
În interiorul fluidelor nu se pot să exercita decât eforturi de compresiune, nu și de întindere sau de forfecare.
Principalele proprietăți fizice ale fluidelor sunt: densitatea, temperatura, viscozitatea, compresibilitatea, presiunea, tensiunea superficială, capilaritatea.
Din punct de vedere istoric, bazele mecanicii fluidelor au fost puse utilizând modelul de fluid ideal. Fluidele ideale sunt medii omogene și continue, fără viscozitate, adică nu opun rezistență la deformare. 
Ulterior, a fost dezvoltat și modelul de fluid real. Fluidele reale sunt tot medii omogene și continue, dar care opun rezistență la deformare, care este determinată de forțele de frecare dintre straturile fluidului în curgere. Proprietatea fizică ce caracterizează intensitatea acestor forțe de frecare este viscozitatea.